# Crotonia camelus
Crotonia camelus är en kvalsterart som först beskrevs av Berlese 1910.  Crotonia camelus ingår i släktet Crotonia och familjen Crotoniidae. Inga underarter finns listade i Catalogue of Life.